# Болдырев, Сергей Владимирович
Сергей Владимирович Болдырев (1890—1957) — донской казак, журналист, герой Первой мировой войны.

## Биография
Родился 18 марта 1890 года в станице Богоявленской Области Войска Донского, происходил из донских казаков. Начальное образование получил в Донском кадетском корпусе, по окончании которого был принят в Николаевское кавалерийское училище. В 1911 году был выпущен в 1-й Донской казачий полк.
Начало Первой мировой войны Болдырев встретил в чине хорунжего. Высочайшим приказом от 10 ноября 1914 года он был награждён орденом св. Георгия 4-й степени
За то, что 20 августа 1914 года при набеге на Алленштейн, высланный на утомлённых лошадах в разведку, проник в середину передвигающихся частей противника, где неоднократно был преследуем, даже окружён, но, тем не менее, доставил своевременно важное донесение, чем значительно помог своему отряду.
Также он был произведён в сотники.
Во время Гражданской войны Болдырев находился в Донской армии и сражался с красными во время Степного похода. С мая 1918 года состоял в конвое донского атамана А. П. Богаевского. Затем занимал различные штабные должности в Вооружённых силах Юга России и был произведён в полковники.
После поражения белых армий Болдырев эмигрировал в Югославию, был преподавателем и воспитателем в эмигрантском Донском кадетском корпусе. В 1925 году уехал во Францию и с 1934 года проживал в Париже.
Служил в Русском охранном корпусе, с 15 декабря 1943 года в чине обер-лейтенанта занимал должность командира 3-й роты 4-го полка.
После Второй мировой войны жил в Западной Германии, а в 1950 году переехал в США.
Скончался в Кливленде 28 октября 1957 года.
Болыдрев был известным журналистом и активно публиковался в русской эмигрантской печати, значительное число его материалов было опубликовано в журнале «Часовой». С 1948 года издавал в Шляйсхайме (Германия) «Казачий исторический календарь». В 1957 году, уже после его смерти, в Нью-Йорке был опубликован его исторический труд «Атаман Булавин» (pdf).
Его сын Владимир служил в армии США и в 1952 году был убит в Корее.